# Szuszanyino (Kosztromai terület)
Szuszanyino (oroszul: Сусанино) városi jellegű település Oroszország Kosztromai területén, a Szuszanyinói járás székhelye.
Lakossága: 3406 fő (a 2010. évi népszámláláskor).

## Fekvése
Kosztromától 62 km-re északkeletre,  a Kosztroma–Buj országút mentén, a Sacsa és a Volozsnyica folyócskák találkozásánál fekszik. A legközelebbi vasútállomás a 40 km-re északra fekvő Buj, a transzszibériai vasútvonal északi ágán.

## Története

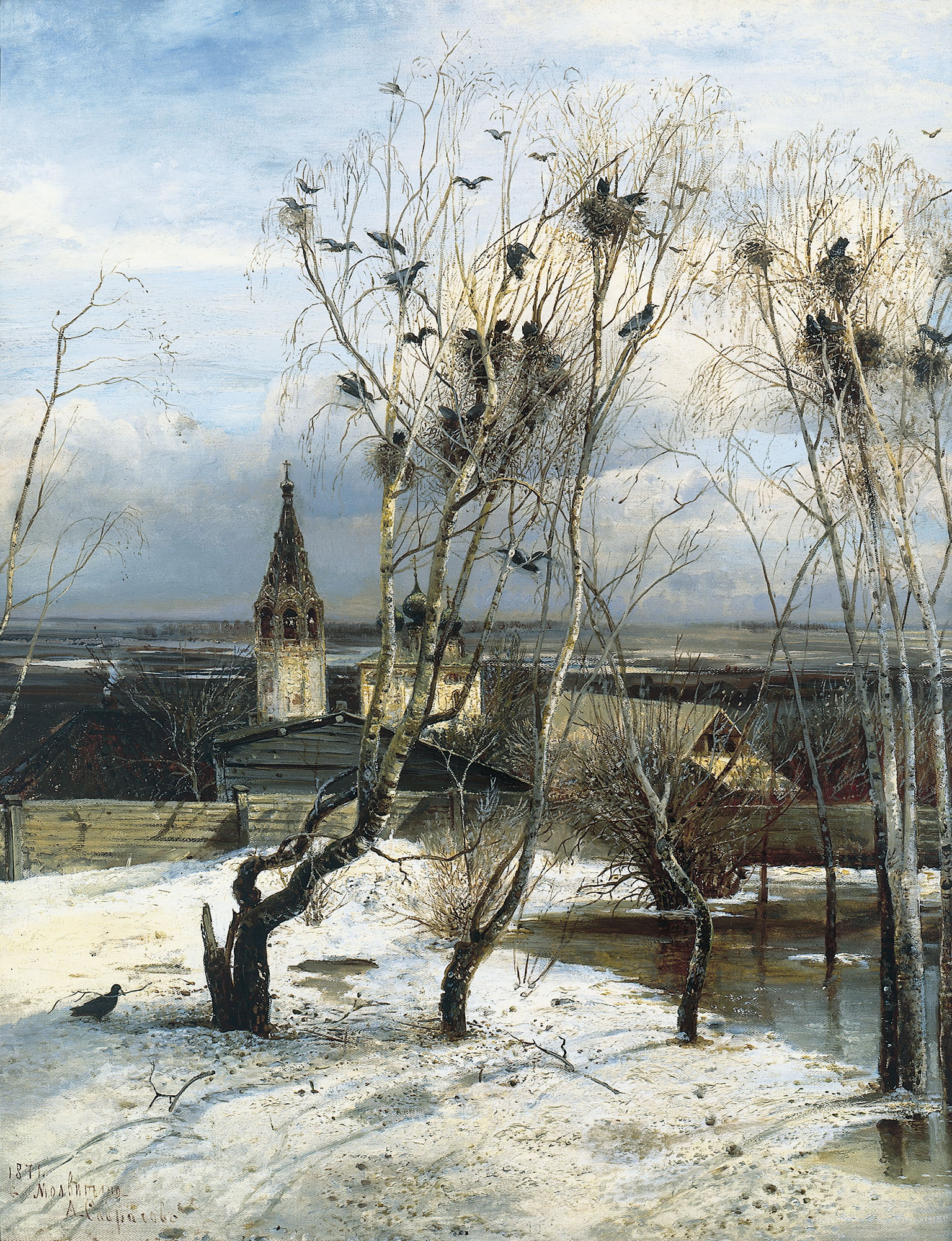
Megjöttek a varjak (Szavraszov, 1871)

Eredetileg neve Molvityino. Mai nevét Ivan Szuszanyinról, a 17. század elején élt népi hősről kapta, aki egy közeli faluban lakott és a legenda szerint a környéken hajtotta végre hőstettét, megmentve az ott bújtatott, akkor még gyermek Mihail Fjodorovics, a későbbi I. Mihály cár életét.
A 16. században a mocsaras vasércre alapozott helyi vasgyártás egyik központjaként említik. A 17. században a Kosztromából Galicson át Vologda felé vezető kereskedelmi útvonal egyik pihenőhelye, kereskedők átmenő szálláshelye volt. A 19. század közepén is kereskedelmi központ maradt, itt rendezték évente az ország egyik legnagyobb lóvásárát.
A szovjet korszakban járási székhely lett, a névváltoztatást 1939 novemberében rendelték el (a járás számára is). Gazdasági szemponból helyi jelentőségű élelmiszeripara (pl. baromfifeldolgozó üzeme) érdemel említést. 

## Látnivalók
A Voszkreszenszkij- (Feltámadás-) templomot 1690 építették, az 1855–1857. évi felújítás során jelentősen átalakították. Alekszej Szavraszov orosz festő, aki a kosztromai vidéket különösen kedvelte, itt készített vázlatai alapján festette egyik legismertebb tájképét, melyen a templomot is megörökítette (Megjöttek a varjak, 1871). 